# Pista olimpica di bob e slittino del Trebević
La pista olimpica di bob e slittino del Trebević (in bosniaco: Olimpijska staza za bob i sankanje Trebević; in serbo Олимпијска стаза за боб и санкање Требевић?) è un ex impianto sportivo per la pratica del bob e dello slittino situato sul monte Trebević, nella periferia orientale di Sarajevo, capitale della Bosnia-Erzegovina.
Nel 1984 la pista ospitò le gare dei XIV Giochi olimpici invernali.

## Storia

Bob a due della DDR-2 sulla curva finale 13, durante i campionati europei di bob 1983.

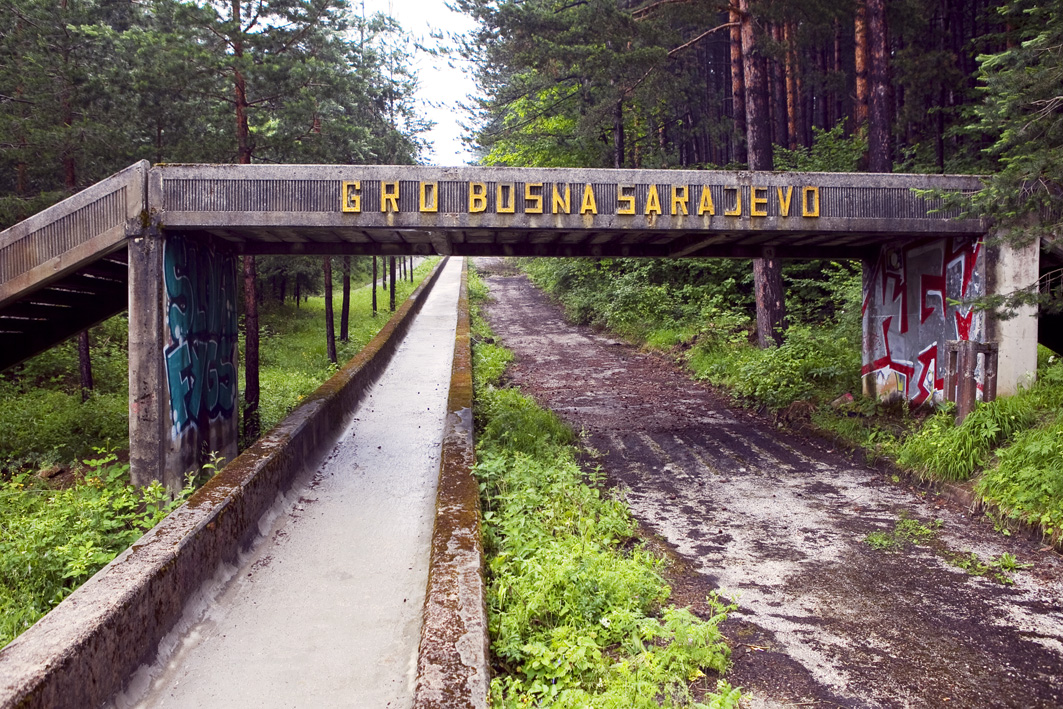
Rettilineo della pista

Rispetto ad altri paesi europei, la Jugoslavia non aveva una tradizione sportiva nello slittino e nel bob, pertanto non esisteva una struttura professionale per questi sport.
Nel 1977, dopo l'assegnazione dei giochi olimpici alla città di Sarajevo, si avviò il progetto di realizzare una pista di bob e slittino. Dopo l'approvazione del progetto esecutivo, la costruzione della pista iniziò il 1º giugno 1981, terminando il 30 settembre 1982, con un costo di 563.209.000 dinari.
La prima competizione internazionale di rilievo organizzata sulla pista di Sarajevo furono i Campionati europei di bob 1983.
Durante le olimpiadi del 1984, le gare di slittino si svolsero davanti a un pubblico di 20.000 persone, mentre quelle di bob ebbero 30.000 spettatori.
Negli anni successivi, la pista del Trebević ospitò diverse gare di Coppa del mondo, fino allo scoppio delle guerre jugoslave nel 1991, che l'anno successivo generarono la guerra in Bosnia ed Erzegovina. La pista di bob e slittino venne danneggiata durante l'assedio di Sarajevo, poiché utilizzata come posizione d'artiglieria dalle forze serbo-bosniache.
Le strutture della pista sono rimaste per lo più intatte, pur con i segni della guerra e i fori difensivi presenti in una delle ultime curve del tracciato. I resti della pista sono stati ricoperti di graffiti ed utilizzati per il ciclismo acrobatico fino al giugno 2014, quando è iniziato il restauro per il recupero di parte della pista, dalla partenza 1 fino al traguardo.
La pista di Sarajevo è oggi utilizzata per gli allenamenti estivi degli slittinisti ed altre attività estive.

## Design

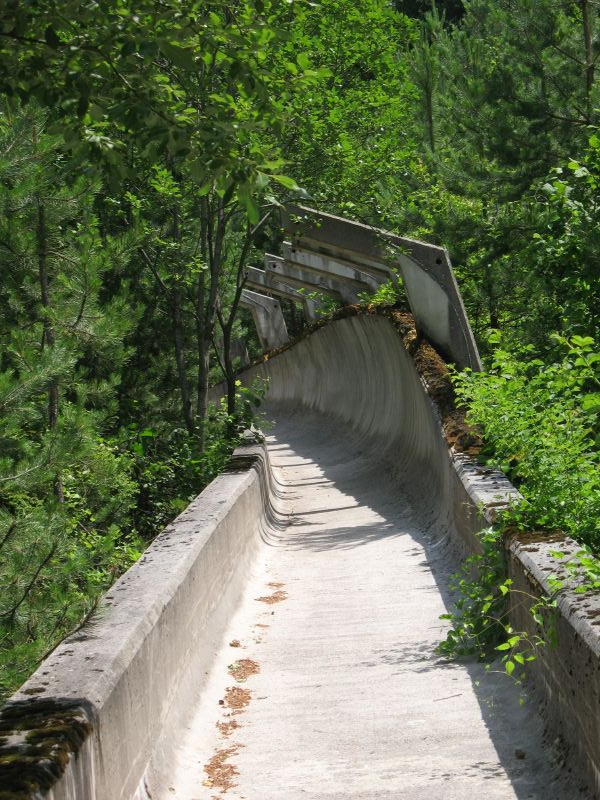
Inizio di una curva

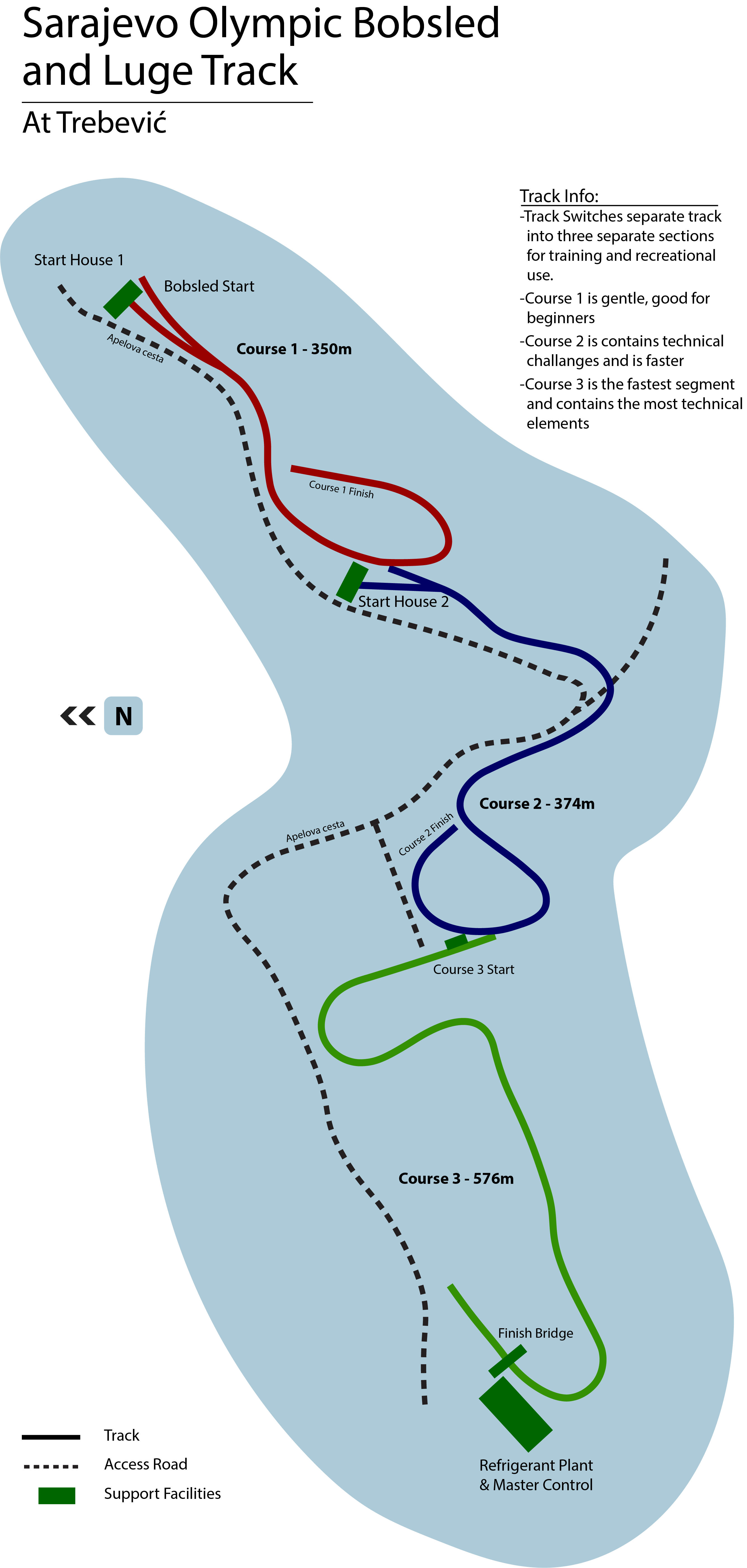
Mappa dell'attuale pista olimpica

In preparazione delle Olimpiadi invernali del 1984, il monte Trebević venne scelto come sede di un nuovo complesso sportivo per bob e slittino. La pista venne progettata dall'architetto Boreisa Bouchard, con uno stile architettonico che riducesse l'impatto ambientale della struttura, oltre a favorire un uso flessibile e adattabile dell'infrastruttura anche dopo le Olimpiadi. La pista può essere suddivisa in tre segmenti per scopi ricreativi e di allenamento.
Quando la pista ospitò la sua prima vera competizione (una gara di prova in vista dei Giochi Olimpici Invernali del 1984), vennero eseguite 1.246 discese di bob a 2 e bob a 4, con solo quattro ribaltamenti e un bobbista ferito gravemente. Gli esperti della FIL (Federazione internazionale dello slittino) e della FIBT (Federazione internazionale del bob e skeleton) giudicarono la pista come "sicura, veloce, tecnicamente interessante e che richiede estrema concentrazione e conoscenza tecnica."
La sezione superiore, nota come "Tracciato 1" inizia dalla casetta di partenza superiore ed è lunga 350 metri, separandosi dalla pista principale alla curva 3. Avendo una pendenza minima, la prima sezione è adatta a tutti gli sportivi.
La sezione centrale ("Tracciato 2") inizia dal secondo punto di partenza ed è lunga 374 metri, dividendosi dalla pista principale alla curva 7, subito dopo le curve a doppia S (5, 6 e 7). Il tracciato intermedio è più intenso e complesso, ma fornisce comunque una buona esperienza di allenamento e ricreativa nel complesso delle curve.
La sezione inferiore ("Tracciato 3") inizia sotto la curva 7, e con i suoi 576 metri è il segmento più lungo e veloce della pista. Questa parte include alcune delle più complesse curve di scorrimento: la curva Omega, il tornante e il Labirinto. Il percorso 3 termina in fondo alla pista.

## Recupero

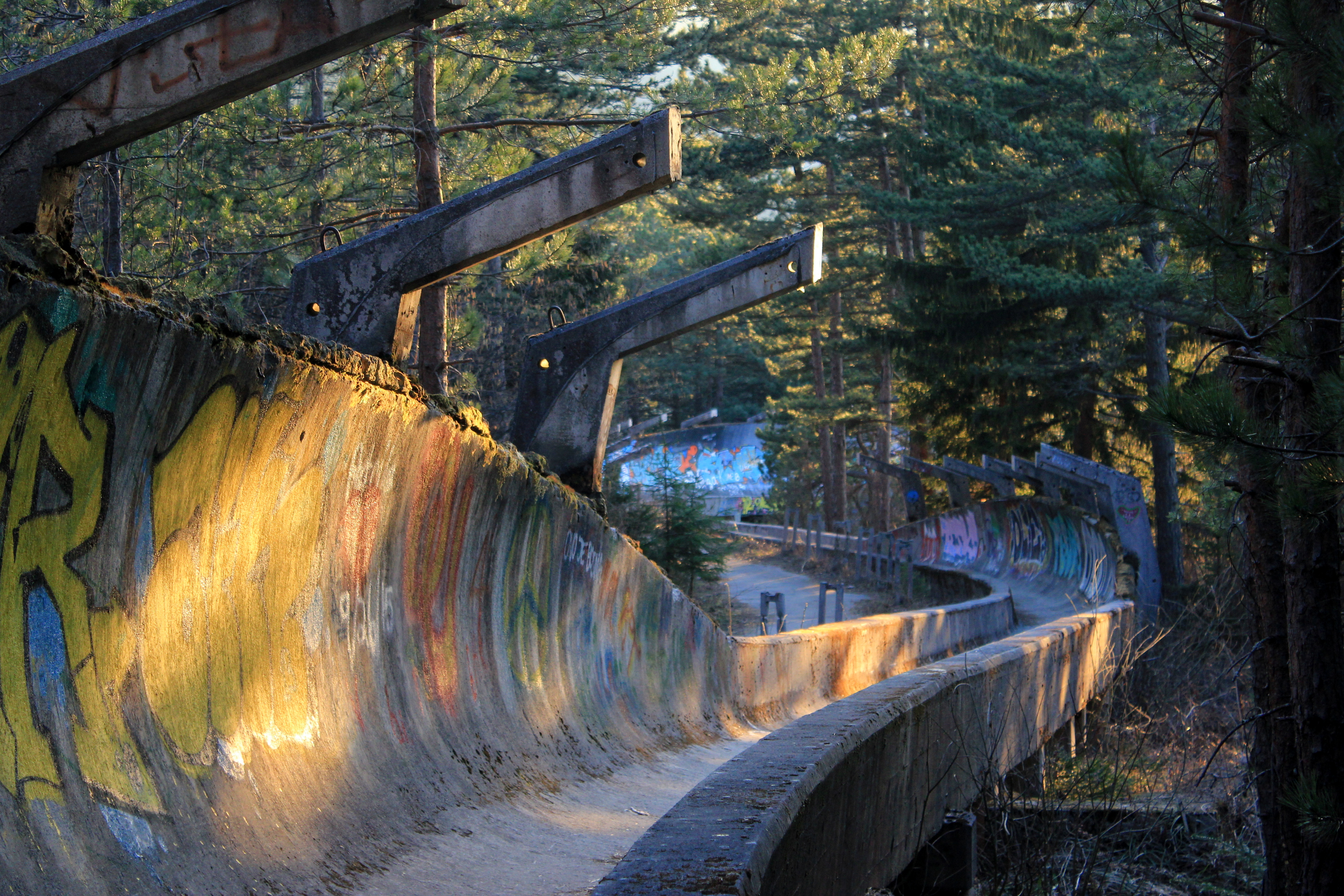
La pista nel 2017

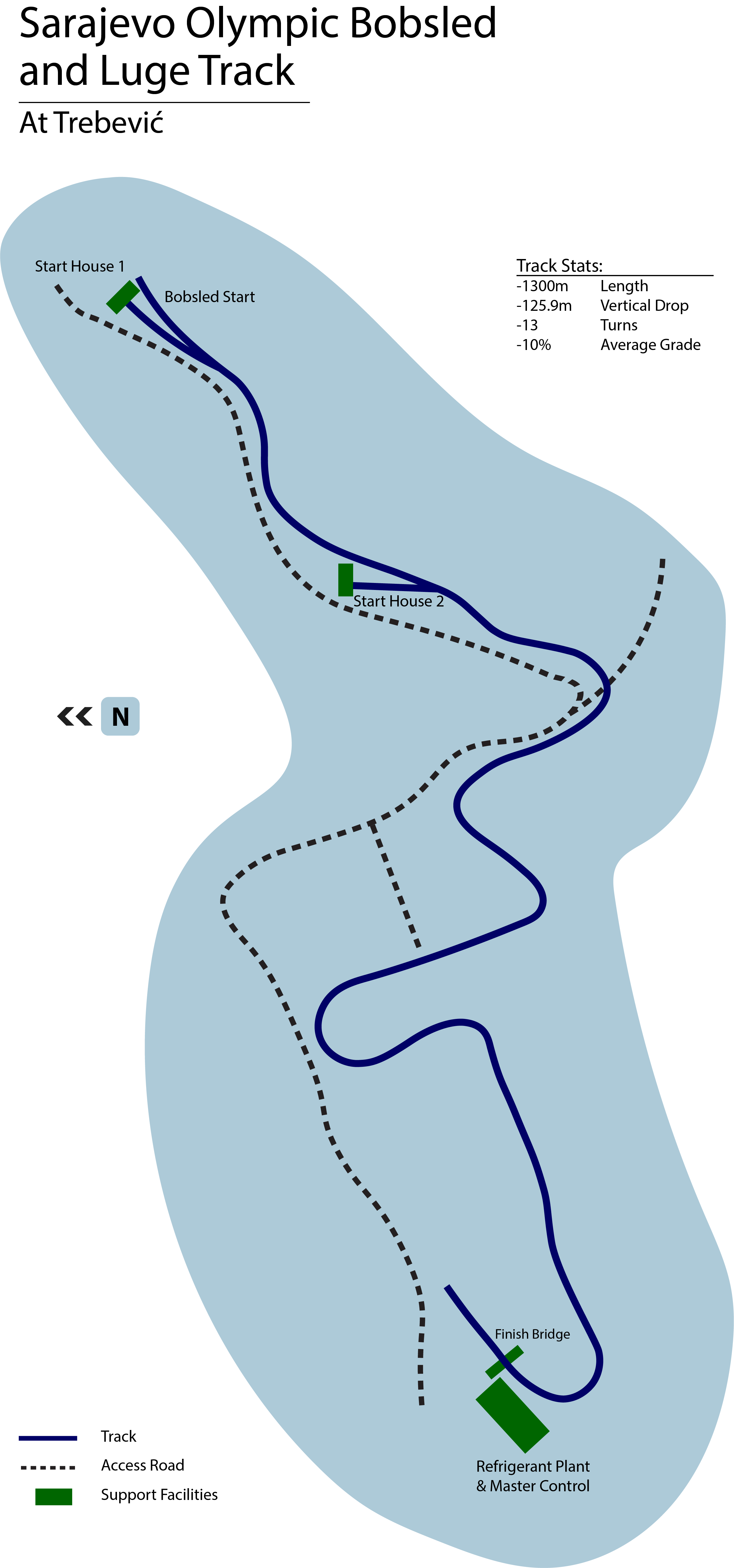
Mappa della pista originale delle Olimpiadi invernali 1984

A partire dal 2014, a seguito di un'ampia operazione di sminamento, sono iniziati limitati lavori di ristrutturazione - preparando il sito per l'addestramento estivo con una sovvenzione della Federazione Internazionale di Slittino. Al gennaio 2018 i lavori sono ancora in svolgimento. Non è ancora stato stabilita quando potrà riprendere la pratica degli sport invernali, vista la completa perdita di entrambe le case di partenza e dell'impianto di refrigerazione, nonché degli ingenti danni a tutti i refrigeranti e ai sistemi di cambio binario presenti sul binario, mentre l'unica parte rimasta dell'impianto è la pista stessa ed è strutturalmente in condizioni operative. Tuttavia, l'obiettivo finale è quello di riportare la pista in condizioni di piena funzionalità per ospitare future gare di scivolamento e gli allenamenti delle squadre provenienti da tutto il mondo. Si era ipotizato di ospitare gare di scivolamento per il Festival olimpico della gioventù europea 2019, che si terrà a Sarajevo dal 9 al 16 febbraio; tuttavia, a causa del costo elevato della ricostruzione di gran parte delle infrastrutture critiche della pista, gli eventi di scivolamento non saranno eseguiti.

### Caratteristiche[1]
| Sport                                               | Lunghezza | Curve | Dislivello | Pendenza media |
| --------------------------------------------------- | --------- | ----- | ---------- | -------------- |
| Bob                                                 | 1300 m    | 13    | 125,9 m    | 10,2 %         |
| Slittino uomini (singolo)                           | 1210 m    | 13    | 129,35 m   | 10,2 %         |
| Slittino donne (singolo) - Slittino uomini (doppio) | 993 m     | 11    | 99,8 m     | 10,2 %         |

### Curve[12]
| Curva | Nome         | Pendenza |
| ----- | ------------ | -------- |
| 1     |              | 12%      |
| 2     |              | 14%      |
| 3     |              | 15%      |
| 4     |              | 15%      |
| 5     | Doppia 'S'   | ~14%     |
| 6     | Doppia 'S'   | ~18%     |
| 7     | Doppia 'S'   | ~19%     |
| 8     | Omega        | ~7%      |
| 9     |              | ~8%      |
| 10    | Labirinto    | ~16%     |
| 11    | Labirinto    | ~16%     |
| 12    | Labirinto    | ~16%     |
| 13    | Curva finale | ~16%     |

## Principali competizioni
Durante i suoi dieci anni di storia sportiva, la pista di Sarajevo ha ospitato una serie di manifestazioni di alto profilo.
- Olimpiadi invernali: 1984
- Campionati mondiali juniores di bob: 1987
- Campionati europei di bob: 1983, 1988
- Campionati europei di skeleton: 1985, 1987